# شهرستان غجدوان
ناحیهٔ غجدوان (به ازبکی: Gʻijduvon tumani، غیجدوان تومنی) یک شهرستان در ازبکستان است که در ولایت بخارا واقع شده‌است. ناحیه غجدوان ۲۳۹٬۱۲۰ نفر جمعیت دارد.